# Metal Gear Solid
Metal Gear Solid [ˈmetl ɡɪə ˈsɒlɪd] (jap. メタルギアソリッド, Metaru Gia Soriddo) ist ein Computerspiel mit Stealth- und Action-Elementen von Hideo Kojima, das von Konami entwickelt und 1998 veröffentlicht wurde. Metal Gear Solid ist nach Metal Gear und Metal Gear 2: Solid Snake der dritte Hauptteil der Metal-Gear-Reihe. Er erschien für die Spielkonsole PlayStation und wurde später auch für Windows portiert. Das Spiel wurde weltweit über sechs Millionen Mal verkauft. Weiterhin erhielt Metal Gear Solid zahlreiche Auszeichnungen und hohe Wertungen in Fachzeitschriften.
Metal Gear Solid ist der erste Teil der Reihe, der über eine Sprachausgabe verfügt und in 3D-Grafik realisiert wurde. Daher rührt auch das „Solid“ im Namen aller Teile der neuen Serie; es lässt sich mit „räumlich“ übersetzen. In Japan wird Snake, der spielbare Protagonist des Spiels, von Synchronsprecher Akio Ōtsuka gesprochen, in der englischen Version wurde Snake von David Hayter synchronisiert und in der deutschen von Stephan Grothgar.

## Handlung
Die Handlung spielt zwischen dem 21. und 27. Februar 2005, sechs Jahre nach den Ereignissen von Metal Gear 2: Solid Snake und somit zehn Jahre nach dem ersten Teil, Metal Gear. FOXHOUND, ein abtrünniges, genetisch verbessertes Spezialkommando, unternimmt einen Putsch auf einem abgelegenen Archipel in Alaska, bei dem es sich in Wahrheit um „Shadow Moses“, eine geheime Abrüstungseinrichtung der Regierung, handelt. Die Einheit unter der Leitung des Söldners Liquid Snake haben mehrere atomare Sprengköpfe in ihre Gewalt gebracht sowie den Mecha Metal Gear REX, der die Atomraketen abfeuern kann. Mit diesem Trumpf erpressen die Terroristen die US-Regierung, um die sterblichen Überreste des legendären Söldners Big Boss zu erhalten.
Solid Snake kehrt notgedrungen aus dem Ruhestand zurück und wird auf die Bitte von Colonel Roy Campbell hin darauf angesetzt, die Verteidigungslinien der Terroristen zu durchdringen und die terroristische Bedrohung zu zerschlagen. Außerdem soll Snake die zwei Geiseln befreien: DARPA-Chef Donald Anderson sowie ArmsTech-Präsident Kenneth Baker. Meryl Silverburgh, Colonel Campbells Tochter (von der allerdings angenommen wird, sie sei seine Nichte), die sich nicht an der gewaltsamen Revolte beteiligt hat, wird ebenfalls in der Einrichtung festgehalten. Über die Lüftungsschächte gelingt es Snake, die Anlage zu infiltrieren und Anderson in seiner Zelle ausfindig zu machen. Er informiert Snake über den Ort, an dem Metal Gear REX aufbewahrt wird sowie über den Geheimcode, mit dem man ihn deaktivieren kann, stirbt unmittelbar danach jedoch an einem Herzinfarkt. Meryl, die in einer angrenzenden Zelle gefangen gehalten wurde, gelingt es, auszubrechen und Snake, der von den feindlichen Soldaten entdeckt wurde, bei der Flucht zu unterstützen. Anschließend findet Snake Baker. Während er ihn befreien will, wird er mit Revolver Ocelot konfrontiert, der Snake zu einem Duell herausfordert – dieses wird jedoch von einem Cyborg-Ninja unterbrochen, der Ocelots rechte Hand abhackt. Baker erzählt Snake vom Metal-Gear-Projekt und rät ihm, sich mit Meryl in Verbindung zu setzen, der er eine PAL-Karte gegeben hat, mit der man die Zündung der Atomsprengkörper abwenden kann. (Er kann sich nicht an ihre Frequenz erinnern, doch sagt Snake, sie befinde sich auf der CD-Verpackung. Gemeint ist tatsächlich die physische Hülle, in der sich das Spiel befindet. Auf der Rückseite befindet sich ein Aufdruck, der eine Codec-Sequenz mit Meryl zeigt.) Danach stirbt auch Baker, wie schon der DARPA-Chef, an einem plötzlichen Herzinfarkt.
Snake kontaktiert Meryl mittels Codec und willigt ein, sich mit ihr in der Sprengkopflagerhalle zu treffen, unter der Bedingung, dass er mit Metal Gears Ingenieur, Dr. Hal „Otacon“ Emmerich spricht. Auf dem Weg zur Lagerhalle erhält Snake einen verschlüsselten Codec-Anruf von einem Informanten namens „Deepthroat“, der Snake vor einem Überfall durch einen Panzer warnt. Snake wird mit einem M1-Panzer konfrontiert, gesteuert von Vulcan Raven, schafft es aber, die Lagerhalle zu erreichen. Snake findet Otacon in seinem Labor, wo sich ihm der Ninja entgegenstellt, der sich jedoch als sein totgeglaubter Verbündeter Gray Fox offenbart. Otacon und Snake verbünden sich. Mittels Stealth-Technologie, die Otacon quasi unsichtbar macht, versorgt Otacon Snake mit Informationen und Rationen, während er selbst sich relativ frei in der besetzten Basis bewegen kann. Anschließend trifft sich Snake mit Meryl, die ihm Bakers PAL-Karte gibt, anschließend jedoch von dem mächtigen Psychokinetiker Psycho Mantis übernommen wird. Snake entwaffnet die besessene Meryl und besiegt Psycho Mantis im Zweikampf, der vor seinem Tod Meryls Gedanken liest und Snake offenbart, dass er einen „großen Platz“ in ihrem Herzen habe. Direkt im Anschluss werden sie von Sniper Wolf attackiert, die Meryl schwer verwundet und nach einem kurzen Duell Snake gefangen nimmt.
Während seiner Gefangenschaft bestätigt Liquid Snakes Vermutungen, dass die beiden Zwillinge sind. Anschließend wird Snake von Ocelot gefoltert – an dieser Stelle entscheidet der Spieler, ob er aufgeben oder die Folter ertragen möchte. Snake wird in eine Zelle geworfen, in der er Andersons blutleere Leiche vorfindet, bei der schon seit Tagen der Verwesungsprozess eingesetzt zu haben scheint. Snake gelingt die Flucht aus der Zelle und kämpft sich an die Spitze des Kommunikationsturmes der Anlage, wo er von Liquid in einem Helikopter des Typs Hind D angegriffen wird, diesen jedoch im Kampf besiegen kann. Auf dem an den Turm angrenzenden Schneefeld wird er erneut mit Sniper Wolf konfrontiert, die er jedoch dieses Mal töten kann. Sie verblutet vor den Augen von Otacon an einem Lungenschuss, der für die Terroristin romantische Gefühle entwickelt hatte. Snake erlöst sie mit einem Kopfschuss und bedeckt ihr Gesicht mit einem Taschentuch. Dennoch unterstützt Otacon Snake weiterhin bei seiner Mission.
Unmittelbar vor REX’ Hangar wartet Vulcan Raven, der mit seinen schamanischen Kräften erkennt, dass Snake ein Klon ist. Nach einem harten Kampf gelingt es Snake, auch Raven zu besiegen. Kurz vor seinem Tod offenbart Raven Snake, dass der Mann, der vor seinen Augen gestorben ist, nicht der DARPA-Chef war, sondern Decoy Octopus, ein weiteres FOXHOUND-Mitglied. Dann hinterlässt Raven eine kryptische Botschaft, dass vor Snake eine gewaltsame Zukunft liegt, bevor er von seinen Raben verschlungen wird.
In Metal Gears Hangar belauscht Snake Liquid und Ocelot, die die Zündung von REX vorbereiten. Im Glauben, ihn damit eigentlich abzuschalten, aktiviert Snake mit der PAL-Karte Metal Gear REX aus Versehen. Dann enthüllt Liquid, dass er von Beginn der Mission an Snakes Verbündeter Master Miller war und die gesamte Operation orchestriert war, um die Nuklearwaffen durch Snake aktivieren zu lassen. Liquid erläutert, dass er und Snake ein Produkt des Les-Enfants-Terribles-Projektes seien, einem Versuch der Regierung in den 70ern, Big Boss zu klonen. Während Snake alle von Big Boss’ dominanten Genen erhielt, wurde Liquid mit allen rezessiven Genen ausgestattet. Außerdem enthüllt Liquid den wahren Grund für Snakes Mission: Als Träger des umprogrammierten FoxDie-Virus alle Mitglieder von FOXHOUND umzubringen, sodass die Regierung REX unbeschädigt bergen kann.
Liquid übernimmt die Kontrolle über Metal Gear REX und greift Snake an. Gray Fox greift ein, zerstört einen Teil von REX, wird aber im Anschluss von dem gigantischen Mecha zertrampelt. Doch durch Gray Fox’ Hilfe gelingt es Snake, REX zu zerstören und Liquid im darauffolgenden Zweikampf zu besiegen. Wenn der Spieler in der Foltersequenz durchgehalten hat, wird Snake anschließend mit Meryl wiedervereinigt; falls er aufgegeben hat, trifft er an dieser Stelle Otacon wieder. Dann flüchten die beiden, verfolgt von Liquid, mit Jeeps durch einen Tunnel. Am Ausgang kommt es zur Kollision, nach der Liquid, der bisher sämtliche Schicksale überlebt hat, plötzlich durch den FoxDie-Virus stirbt. Campell, dem kurzzeitig die Kontrolle über die Operation entzogen wurde, kann gerade noch einen Nuklearschlag auf die Basis abbrechen, mit dem man die Ereignisse des Tages vertuschen wollte. Anschließend lässt er Snake für tot erklären, um die US-Regierung davon abzuhalten, in Zukunft nach Snake zu suchen.
In einer Post-Credit-Szene wird ersichtlich, dass Snake derjenige mit den rezessiven Genen war, während Liquid eigentlich genetisch überlegen war. Snake hat noch eine unbekannte Zeit zu leben, bevor FoxDie ihn umbringt. Ocelot wird als Doppelagent für den Präsidenten der Vereinigten Staaten enthüllt. Er sollte eine optische Disk von Baker, die technische Daten über Metal Gear enthielt, entwenden und jeden, der ihm dabei in die Quere kam, umbringen – das war auch der Grund für den „Unfall“, bei dem der DARPA-Chef ums Leben kam.

## Spielprinzip
Der Spieler steuert den Protagonisten Solid Snake in einer 3D-Umgebung. Ein Hauptziel besteht darin, sich möglichst unbemerkt durch die verschiedenen Areale zu bewegen. Dabei stehen dem Spieler verschiedene Möglichkeiten wie rennen, kriechen und verstecken zur Verfügung. Auch kann man die Spielfigur an Wände lehnen. Sollte man trotzdem von den „Feinden“ entdeckt werden, geht ein Alarm los und es kommt zum Kampf. Dafür stehen dem Spieler eine Auswahl an verschiedenen Waffen (zumeist Schusswaffen) zur Verfügung, die er im Laufe des Spiels findet. Die Munition ist begrenzt und muss fortlaufend erneuert werden. Solange der Alarm läuft, kommen immer weitere Gegner nach, bis sich die Spielfigur erfolgreich für einige Zeit verstecken kann.

### Erspielbare Items
Wartet man die Credits am Ende ab und speichert, so kann man diesen Speicherstand laden und beginnt ein neues Spiel mit Zusatzitems. Hat man die Folter überstanden, übergibt Meryl Snake am Ende ein Bandana. Ist dies ausgerüstet, hat man unendlich Munition, sobald sich eine Kugel in der Waffe befindet. Gibt man bei der Folter auf, übergibt Otacon Snake am Ende seinen Stealth-Anzug, welcher Snake unsichtbar macht. Im Original überlistet der Stealth-Anzug auch die Laserstrahlen, dies wurde in der Version Metal Gear Solid: The Twin Snakes überarbeitet. Auch legt man in dieser Version den Anzug ab, sobald man eine Wache rammt. Sammelt man im Verlauf des Spiels die Kamera ein, so befindet sich auch diese von Anfang an im Inventar. Hat man beide Enden des Spiels erlebt, wird der Speicherstand rot und man hat den Status Tuxedo erreicht. Snake trägt nun nach dem Ablegen seines Taucheranzugs einen Smoking. Im gesamten Spiel gibt es 41 Geister, die man fotografieren kann. Die Geister sind die Spieleentwickler. Um sie alle zu erwischen, muss man das Spiel jedoch vorher mindestens einmal durchgespielt haben und die Kamera einsammeln, denn der erste Geist befindet sich bereits im Dock. Erschwerend hinzu kommt, dass jedes Foto 2 Speicherplätze benötigt. Da die Standard Memorycard der Playstation jedoch nur 15 Speicherstände hat, muss man entweder mit mehreren Karten arbeiten, oder sich eine größere Karte zulegen.

## Entwicklungs- und Veröffentlichungsgeschichte
Der Protagonist erhielt den Namen Snake, da nach Kojima die Schlange das beste lebendige Beispiel für ein Wesen sei, das seine Präsenz verbergen und schleichen kann, ohne dabei ein Geräusch zu verursachen. Eine verbreitete Annahme, dass der Name sich auf Snake Plisskin, die Hauptfigur des Films Die Klapperschlange beziehe, ist demnach falsch. Allerdings verwendet Solid Snake in Metal Gear Solid 2: Sons of Liberty auch den Decknamen Iroquois Pliskin. Iroquois leitet sich von einem Wort der Algonkin-Sprache (Iroqu) ab, mit dem diese den Stamm der Irokesen bezeichneten und Klapperschlange bedeutete.
Für die Hinzunahme des Wortes „Solid“ im Spieletitel gab Kojima mehrere unterschiedliche Gründe an. Die Existenz der Vorgängertitel sei außerhalb Japans weitgehend unbekannt und Kojima selbst an Metal Gear 2 auch nicht beteiligt gewesen, dennoch wollte er den Bezug zu den Vorgängern deutlich machen, daher die Erweiterung des Titels. Solid leite sich zum einen von der Hauptfigur Solid Snake ab, verweise aber gleichzeitig auf die mathematische Bedeutung des Wortes im Englischen (dreidimensional, räumlich). Ein weiterer Grund sei eine Anspielung auf den japanischen Spieleentwickler Square (Final Fantasy) gewesen, dessen Name für Quadrat und damit Zweidimensionalität, im grafischen Sinne also Rückständigkeit gegenüber räumlichen 3D stehe. Zu Beginn der Entwicklung plante Hideo Kojima noch, dass Metal Gear Solid ein Remake von Metal Gear 2: Solid Snake werden sollte, diese Idee wurde aber wieder verworfen. Durch diese ursprüngliche Idee gibt es aber einige Ähnlichkeiten zwischen den beiden Spielen. Dinge wie die Verfolgungsjagd durch das Stiegenhaus, der Kampf im Aufzug gegen getarnte Gegner und der Kampf gegen den Hubschrauber gab es so auch schon beim Vorgänger Metal Gear 2: Solid Snake, der aber im Westen weitgehend unbekannt blieb.

### Erweiterungen und Neuauflagen

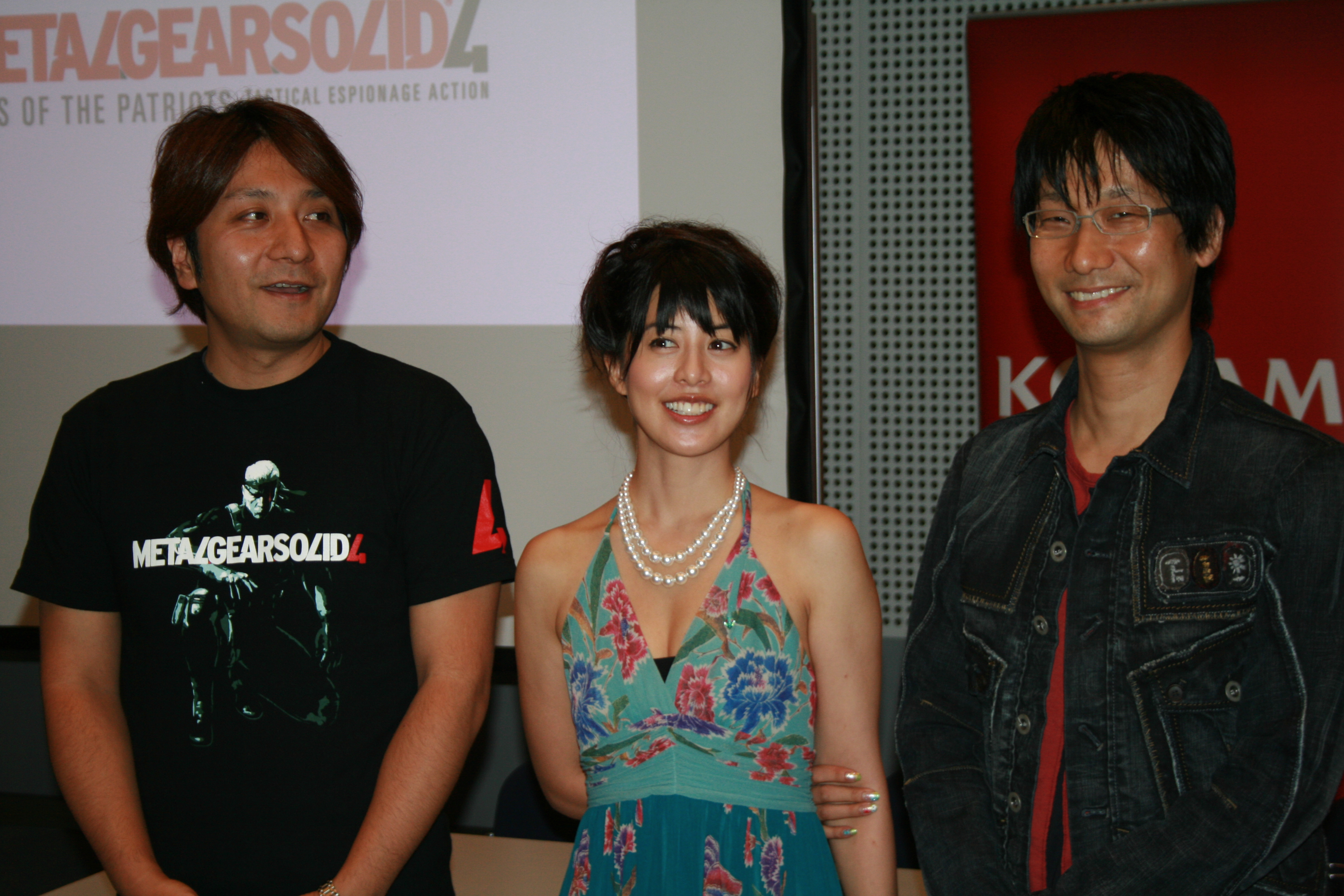
Kenichiro Imaizumi (Produzent), Yumi Kikuchi (Stimme) und Hideo Kojima (Produzent der Serie)

Aufgrund des Erfolgs von Metal Gear Solid erschien am 25. Juni 1999 in Japan Metal Gear Solid: Integral. Das Spiel beinhaltet zwei CDs, wobei sich auf einer das Original-Spiel mit einigen Erweiterungen befindet. Die zweite CD beinhaltet das sogenannte VR-Training. Hier kann der Spieler verschiedene Trainingsmissionen in einer virtuellen Realität (VR) durchführen. Außerhalb Japans wurde die VR-Trainings-CD als eigenständiges Produkt unter dem Namen Metal Gear Solid: VR Missions am 23. September 1999 in Nordamerika und als Metal Gear Solid: Special Missions am 29. Oktober 1999 in Europa veröffentlicht. Um es spielen zu können, benötigt man das Originalspiel, denn das Spiel verlangt das Einlegen einer der beiden CDs von Metal Gear Solid.

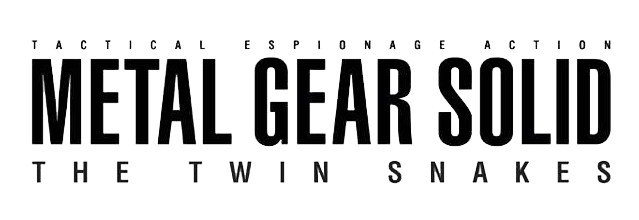
Twin-Snakes-Logo

Im März 2004 erschien zudem Metal Gear Solid: The Twin Snakes, eine Neuauflage des Originals für Nintendos GameCube. Diese wurde von Silicon Knights entwickelt, unter der Regie von Ryūhei Kitamura. Neben einer überarbeiteten Grafik und neuen Zwischensequenzen, wurden auch inhaltliche Änderungen vorgenommen sowie einige zusätzliche Features aus Metal Gear Solid 2: Sons of Liberty übernommen.
Am 25. September 2020 wurde Metal Gear Solid als Download-Version auf GOG.com neuveröffentlicht.

### Verfilmung
Am 30. September 2012 wurde von Konami Digital Entertainment verkündet, dass die Verfilmung des Spiels Metal Gear Solid in Planung sei. Der Film wird von Ari und Avi Arad produziert und von Arad Productions und Columbia Pictures entwickelt. Avi Arad, unter anderem Geschäftsführer von Marvel Comics, produzierte bereits Filme wie X-Men, Iron Man, Der unglaubliche Hulk und Spider-Man. Bei der Ankündigung erklärte er: „Ich habe viele Jahre darum gekämpft, die Comics auf Leinwand zu bringen - und die Videospiele sind die Comics von heute… Wir werden uns Zeit nehmen und erzählen diese Geschichte mit all diesen Nuancen, Ideologie und lehrenden Geschichten die dazu nötig sind.“ Den Vertrieb und Produktion übernimmt Sony Pictures Entertainment.

## Rezeption
Metal Gear Solid erhielt in der PlayStation-Fassung positive Kritiken (Metacritic: 94 von 100).

„Metal Gear Solid ist zweifelsohne eines der beeindruckendsten Videospiele aller Zeiten. Es ist in fast allen Belangen seinen Ansprüchen gerecht geworden und beweist, zu welchen unglaublichen Leistungen die PlayStation und vor allem die Konami-Entwickler im Stande sind. Die Geschichte ist hervorragend konstruiert, das Vorhaben, einen interaktiven Spielfilm auf höchstem Niveau anzubieten, könnte dereinst als Pionierleistung in die Videospiel-Annalen eingehen, zumal die pazifistische Botschaft des Spiels klar herausgestellt und Gewalt verurteilt und nicht glorifiziert wird.“

„Letzte Ausgabe haben wir bekanntlich Zelda als bestes Spiel aller Zeiten ausgezeichnet, und Konamis Metal Gear Solid platziert sich jetzt nur hauchdünn dahinter auf Platz Zwei in der All-Time-Bestenliste. Dieses nahezu perfekt inszenierte Agentenspektakel mit seiner oskarreifen Storyline stellt nicht nur einen simplen Kaufgrund für die PlayStation dar – nein, es liefert handfeste Argumente, mit dem Hobby Videospiel überhaupt erst anzufangen oder es wiederaufzunehmen, falls man je damit aufgehört hatte. Bei anderen Spielen fällt es leicht, im Meinungskasten Vor- und Nachteile abzuwägen, aber Metal Gear Solid ist so einzigartige genial in seiner Gesamtkomposition, daß man als Tester die brillanten Einzelkomponenten auf dem begrenzten Platz gar nicht ausreichend sezieren und entsprechend würdigen kann.“

“Five years from now, when we look back upon Metal Gear Solid, what will we see? The game definitely is revolutionary in many ways. It breaks new ground in gameplay and truly brings the video game one step closer to the realm of movies. It is, without a doubt, a landmark game. But the extreme ease with which it can be mastered and the game's insultingly short length keep it from perfection. Plus, do we really want games that are more like movies? If Hideo Kojima, the game's producer, was so set on this type of cinematic experience, he should really be making movies instead of games. While Metal Gear Solid currently stands alone, it stands as more of a work of art than as an actual game. It's definitely worth purchasing, but don't be surprised if you suddenly get extremely angry when you finish the game the day after you brought it home.”

„Wenn wir in 5 Jahren auf Metal Gear Solid zurückschauen, was werden wir sehen? Das Spiel ist definitiv auf vielerlei Art revolutionär. Es schlägt bei Spielprinzip neue Richtungen ein und rückt das Computerspiel tatsächlich einen Schritt näher an die Domäne des Films heran. Es ist, ohne Zweifel, ein Meilenstein-Titel. Aber die extreme Einfachheit, mit der das Spiel gemeistert werden kann, und die beleidigend kurze Spielzeit verhindern seine Perfektion. Plus, wollen wir wirklich Spiele, die mehr wie Filme sind? Wenn Hideo Kojima, der Produzent des Spiels, auf diese Form von filmischer Erfahrung erpicht war, sollte er wirklich Filme statt Spiele machen. Auch wenn Metal Gear Solid derzeit einzigartig ist, ist es das mehr im Sinne eines Kunstwerks als eines Spiels. Es ist definitiv den Kauf wert, aber man sollte nicht überrascht sein, wenn man extrem verärgert ist, wenn man das Spiel bereits am Tag nachdem man es nach Hause gebracht hat beendet hat.“